# Кільська бухта
Кільська бухта (нім. Kieler Bucht; дан. Kiel Bugt) — бухта на південному заході Балтійського моря, у берегів федеральної землі Шлезвіг-Гольштейн у Німеччині і данських островів Фемарн, Альс, Ере, Лангеланд.
Знаходиться на півдні Ютландського півострова. З'єднана з Мекленбурзькою бухтою на сході, з Малим Бельтом на північному сході та Великим Бельтом на півночі.
Глибина до 20 м.
З'єднана Кільським каналом з Північним морем.
Головний порт Кіль.